# Van Kinschot

Geslachtswapen Van Kinschot (1848)

Van Kinschot is een uit Turnhout afkomstig geslacht waarvan leden sinds 1848 tot de Nederlandse adel behoren.

## Geschiedenis
De stamreeks begint met Peter (Jansz) van Kinschot die vanaf 1446 verschillende keren als schepen van Turnhout vermeld wordt en in 1487 overleed. Een nazaat, mr. Jasper van Kinschot (1552-1603), werd raad en thesaurier-generaal van prins Maurits en de stamvader van de in de Noordelijke Nederlanden gevestigde takken.
Bij Koninklijk besluit van 25 januari 1848 werden zes leden van de familie ingelijfd in de Nederlandse adel als behorend tot een geslacht dat vroeger werd erkend onder de edelen van Brabant.

## Enkele telgen

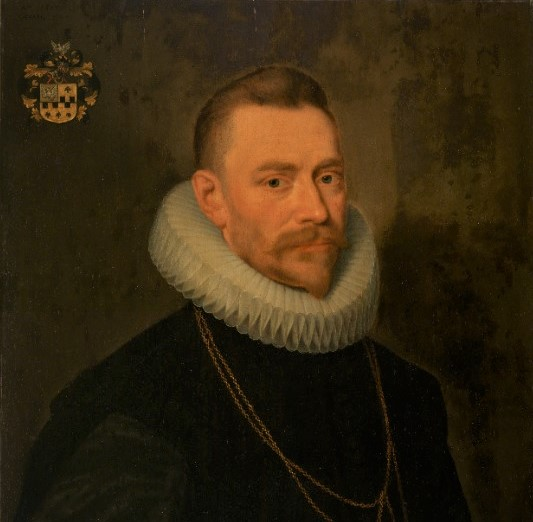
stamvader Mr. Jasper van Kinschot (1552-1603)

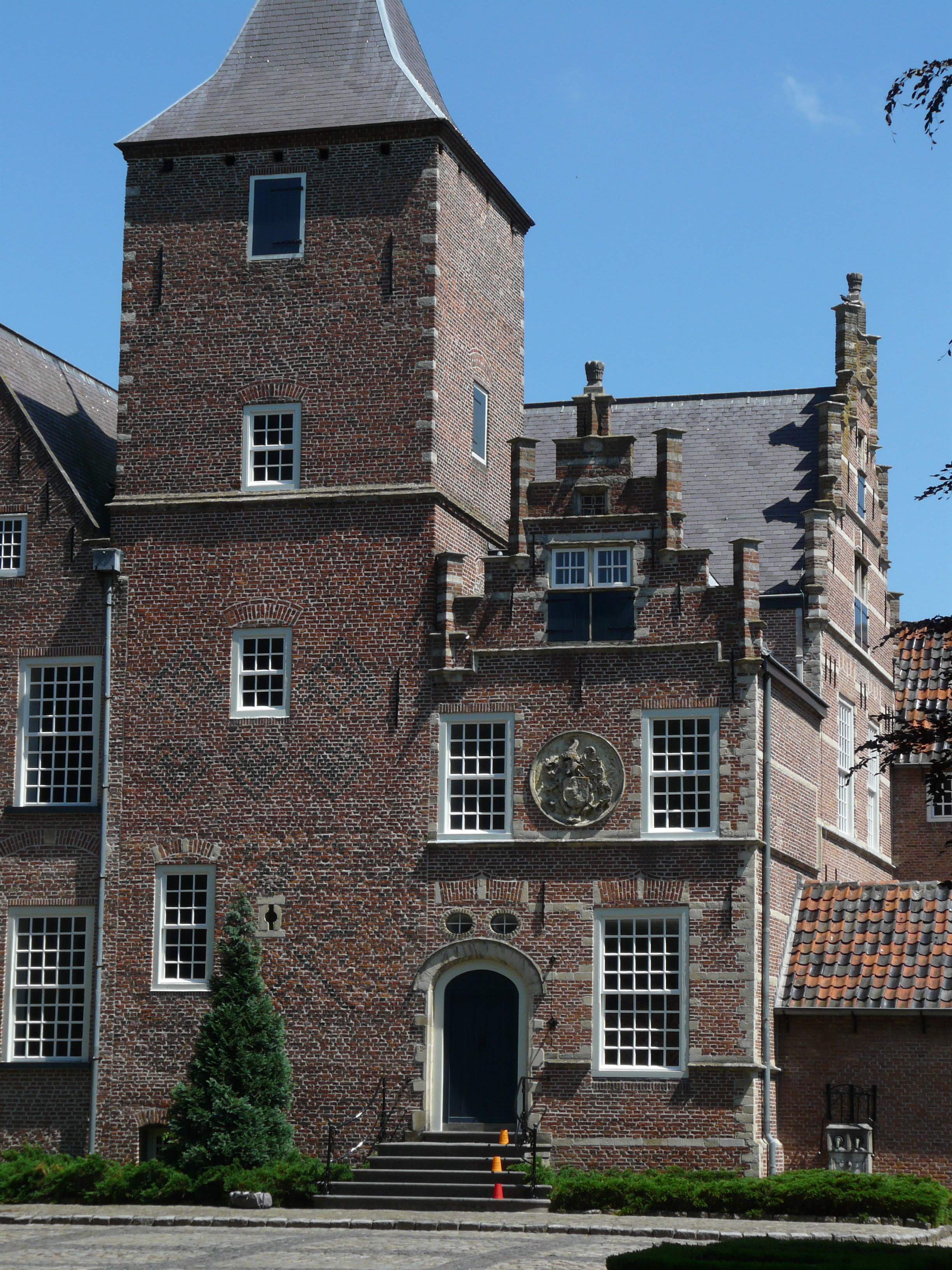
kasteel De Blauwe Camer in Oosterhout

Uniform Regiment Van Kinschot

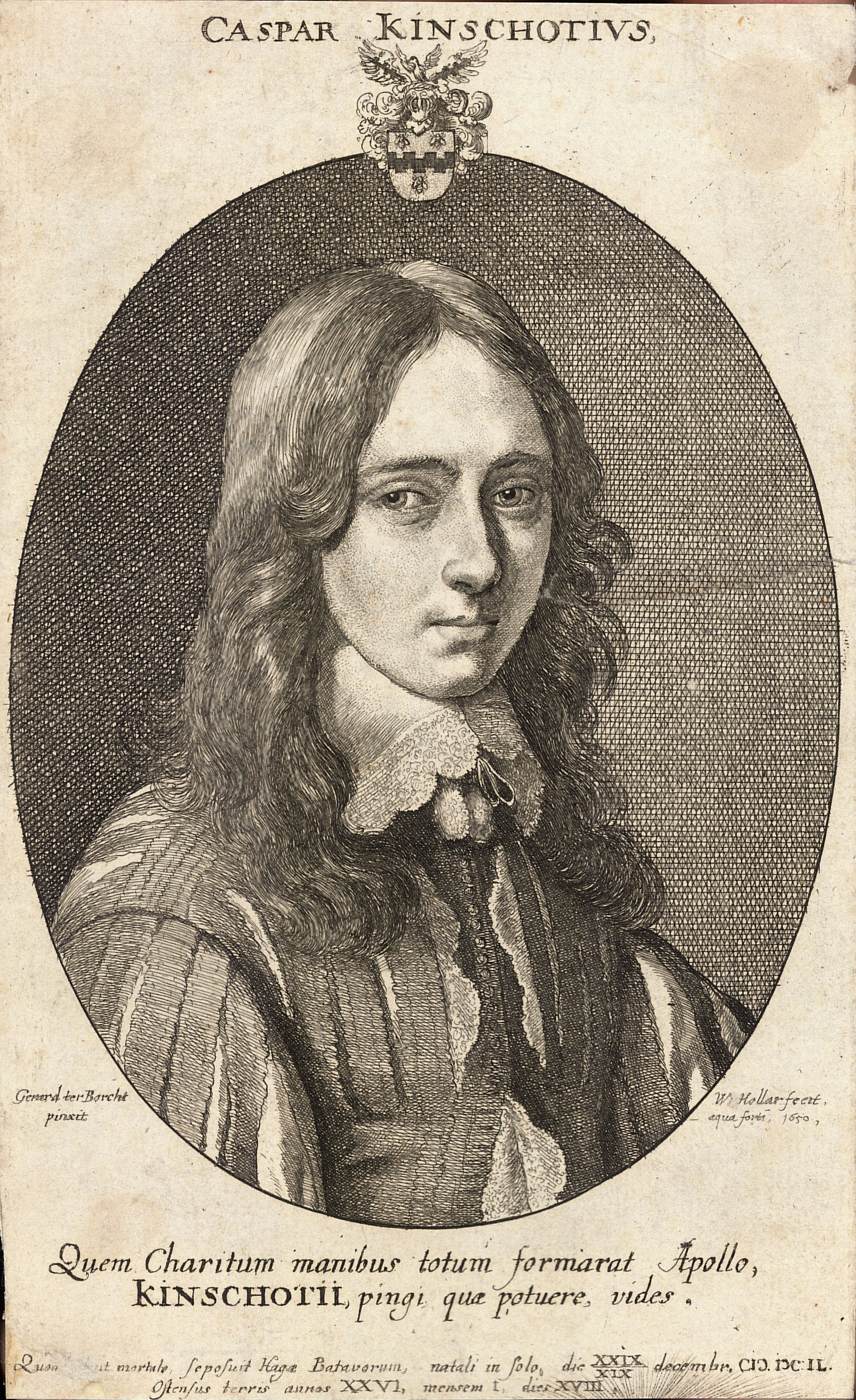
Mr. Caspar van Kinschot (1622-1649)

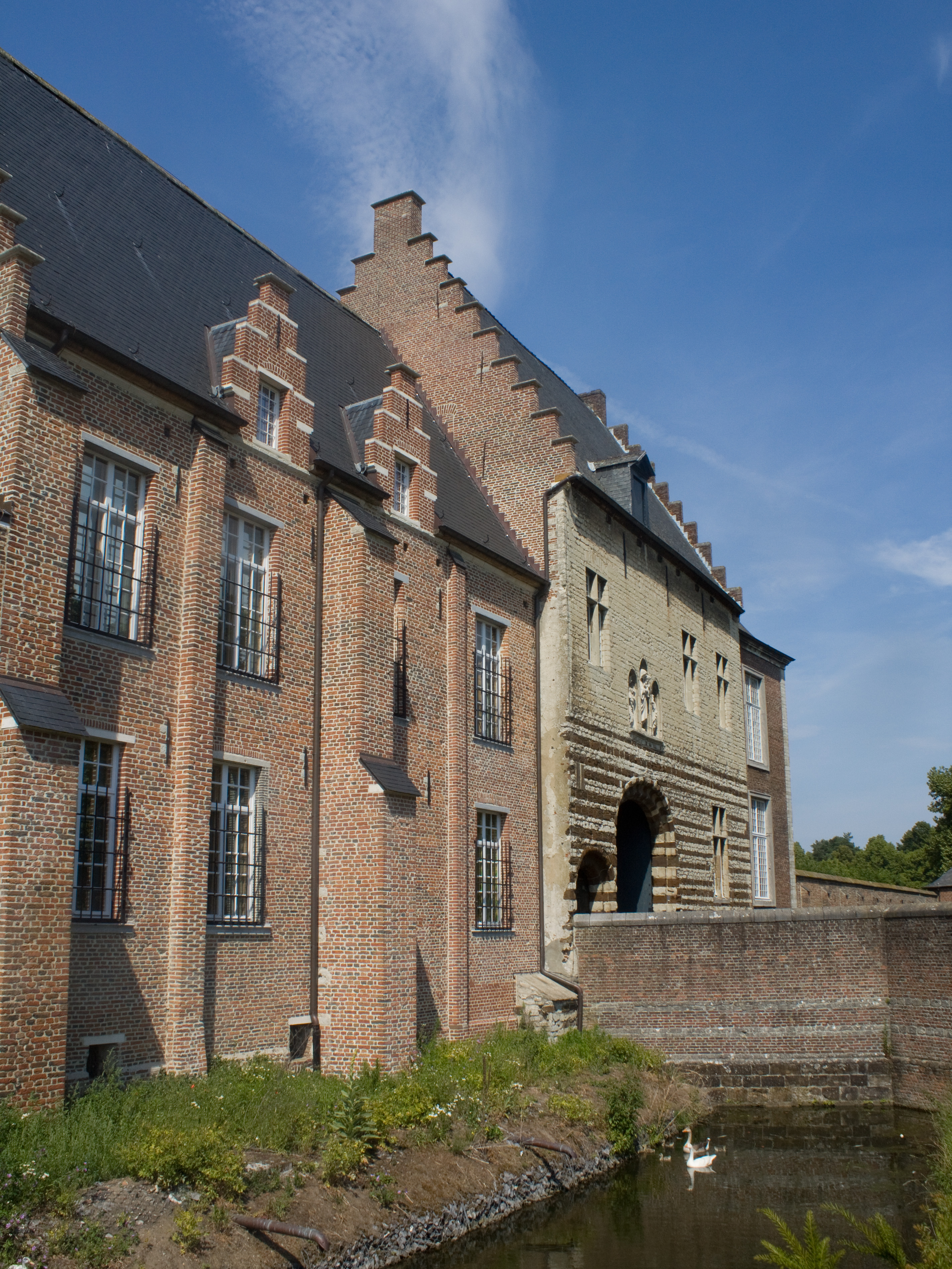
Abdij van Tongerlo. poortgebouw, deels 15de eeuw

Mr. Jasper van Kinschot (1552-1603), raad in de Souvereine Raad van Brabant, raad en thesaurier-generaal van prins Maurits, bezitter van kasteel De Blauwe Camer
- Mr. Nicolaas van Kinschot (1585-1660), raad en advocaat-fiscaal van het Hof van Holland en Zeeland (1614-1638), pensionaris van Delft (1638-1660), waarnemend raadpensionaris na Jacob Cats (1651)
  - Mr. Gaspar van Kinschot (1613-1667), secretaris van de Rekenkamer van Holland (1651-1667)
    - Jacob van Kinschot (1652-1711), kapitein, veertigraad (1689) en schepen (1691-1698) van Delft, landdrost van Delfland
- Mr. Gaspar van Kinschot (1592-1654), schepen, burgemeester, vroedschap en thesaurier (1629-1640) van 's-Gravenhage
  - Mr. Roeland van Kinschot, heer van Kinschot (1624-1701), raadsheer in de Hoge Raad van Holland en Zeeland
    - Mr. Gaspar Justinus van Kinschot, heer van Kinschot (1659-1709), raadsheer in de Hoge Raad van Brabant, Holland en Zeeland
      - Roeland van Kinschot, heer van Kinschot (1687-1765), luitenant-generaal van de infanterie, president van de Hoge Krijgsraad, regimentscommandant van het Regiment Van Kinschot vanaf 1733

    - Mr. Gijsbert van Kinschot (1663-1737), burgemeester van 's-Gravenhage
    - Mr. Johan Lodewijk van Kinschot (1664-1725), vroedschap en schepen van Alkmaar, rekenmeester van West-Friesland (1711-1714)
    - Margaretha Wilhelmina van Kinschot (1667-1746), trouwde in 1697 met Mr. Daniël Lestevenon (1660-1736), vroedschap, schepen en burgemeester van Gouda

  - Mr. Gaspar van Kinschot (1633-1678), pensionaris van Delft
    - Mr. Gaspar van Kinschot (1676-1759), veertigraad, schepen, schout, burgemeester en hoofdofficier van Delft
      - Mr. Gaspard Rudolph van Kinschot, heer van Nieuwerkerk, Zuid-Schalkwijk en Vijfhuizen (1704-1748), secretaris van Delft, baljuw, schout en dijkgraaf van Oudewater, hoofdingeland van Delfland en bewindhebber van de West-Indische Compagnie, schrijver van Beschryving der stad Oudewater
      - Mr. Johan Anthonie van Kinschot, heer van Kinschot (1708-1766), minister-resident van Staat aan het Hof te Brussel (1740) en bij de prins-bisschop van Luik (1751)
      - Roeland van Kinschot (1712-1747), kolonel, regimentscommandant van het Regiment Van Kinschot vanaf 1742
        - Alida Catharina van Kinschot (1737-1803), schrijfster van Le philosophe soi disant (komedie, uitgegeven in 1767)
        - Gaspar van Kinschot (1739-1820), luitenant-ter-zee, lid raad van Weesp
          - Jhr. Hugo van Kinschot (1774-1866), rijksontvanger, lid van de raad van Gouda
            - Jhr. Charles Philippe Louis van Kinschot (1806-1862), belastingdirecteur
              - Jhr. mr. Alexander Rijk Petrus van Kinschot (1836-1924), kantonrechter, lid gemeenteraad van Zierikzee
                - Jhr. Charles Philippe Louis van Kinschot (1868-1921), rijksontvanger der directe belastingen te Tiel, schrijver van Genealogie van het geslacht Van Schooten later gen. Van Schoyte [België], en Van Kinschot [België en Nederland]
                - Jhr. Henri François van Kinschot (1870-1953), generaal-majoor cavalerie titulair
                  - Jhr. Gaspard Henri Alexandre van Kinschot, heer van Nieuwland en Sint-Joosland, Aagtekerke, Ouddorp en het Oude Land (1897-1975), majoor, ordonnansofficier van koningin Wilhelmina
                  - Jhr. mr. François Henri van Kinschot (1899-1985), burgemeester van Zuidlaren, Alkmaar en Leiden
                    - Jhr. mr. Henri François van Kinschot, heer van Aagtekerke (1924-2005), raadadviseur, wetgevingsjurist ministerie van Binnenlandse Zaken
                    - Jhr. Alexander Roeland Paul van Kinschot, heer van Ouddorp en het Oude Land met de Halve Ban (1926-1987), bankdirecteur
                    - Jhr. Petrus Bernardus van Kinschot (1929-1992), heer van Biggekerke, personeelschef
                    - Jhr. drs. Gaspard Louis François van Kinschot, heer van Nieuwland en Sint-Joosland (1934-1999), lid gemeenteraad en wethouder van Rozendaal

          - Roeland van Kinschot (1776-1819), hoofdcommies van de politieke secretarie van Amsterdam (1805-1819)
            - Jhr. Gaspar Louis François van Kinschot (1811-1861), kapitein, tekenaar, schilder en etser, commandant van Fort Loevestein in 1834
            - Jkvr. Cathérine Sophie Gaspardine van Kinschot (1819-1852), trouwde in 1848 met Frederik Johannes Sorg (1810-1850), luitenant-kolonel van het Indische leger, ridder en officier in de Militaire Willems-Orde

          - Gunther-Jan van Kinschot (1784-1844), luitenant-kolonel, militiecommissaris te Groningen (1838-1839), nam deel aan de Tiendaagse Veldtocht, waarbij hij zwaar gewond raakte, begiftigd met het ridderkruis der Militaire Willems-Orde 4de klasse

        - Gaspar Anthonie van Kinschot (1744-1775), kapitein-ter-zee in dienst van de Vereenigde Oostindische Compagnie

  - Mr. Anthony Gunther van Kinschot (1638-1700), secretaris van de ambassadeur der Republiek in Engeland, griffier van het Hof van Holland (1675-1700)
- Mr. Lodewijk van Kinschot (1595-1647), advocaat voor het Hof van Holland, secretaris en auditeur van de Rekenkamer van Holland (1627), voogd van de natuurlijke kinderen van Maurits van Oranje
  - Mr. Caspar van Kinschot (1622-1649), gekozen in het gevolg van het Nederlands gezantschap bij de Vrede van Münster, Latijns dichter, schrijver van Poemata, in libros IV, digesta

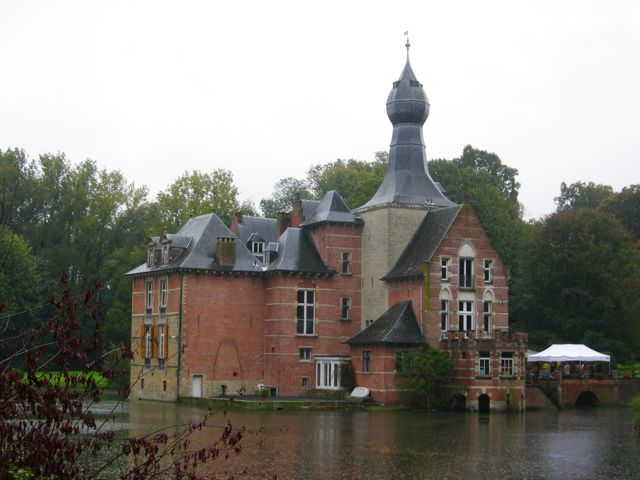
Kasteel de Rivieren te Brussel

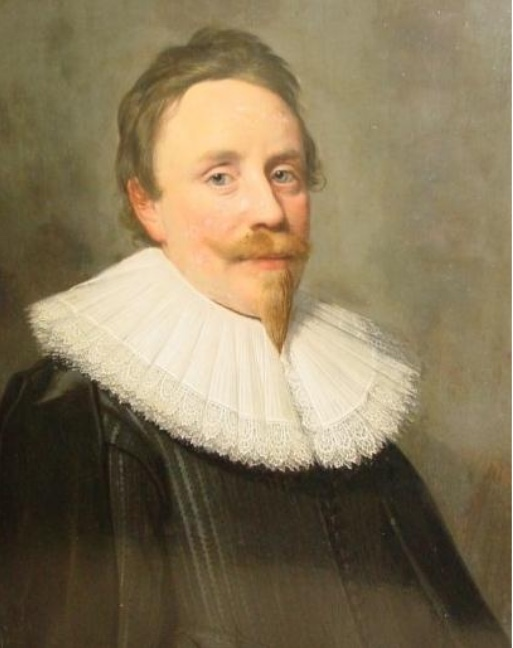
Mr. François I van Kinschot (1577-1651)

### Enkele telgen van de in de Zuidelijke Nederlanden gevestigde tak
Peter (Jansz) van Kinschot (overleden in 1487), schepen van Turnhout
- J(o)an(nes) van Kinschot (overleden in 1477), abt van Tongerlo (1471-1477)
- Willem van Kinschot (overleden in 1494), proost van het klooster van de Abdij van Tongerlo in 1477
- Jasper van Kinschot (overleden in 1488), meester in de artes en gepromoveerd in de godgeleerdheid, kanunnik in het Sint-Pieterskapittel te Leuven, rector van de Universiteit Leuven in 1468

Ambrosius van Kinschot (1505-1555), rentmeester te Turnhout voor Maria van Hongarije (1505-1558) (achterkleinzoon van Peter (Jansz) van Kinschot)
- Mr. Hendrik van Kinschot, heer van Kinschot (1541-1608), advocaat bij het Souvereine Hof van Brabant, schrijver van Responsa sive consilia iuris. Item de rescriptis gratiae, a supremo senatu Brabantiae nomine Ducis concedi solitis, tractatus VII
  - Mr. Frans I van Kinschot, heer van Kinschot (1577-1651), heer van Riviere, Jette en Ganshoorn (1638), thesaurier-generaal der domeinen en financiën voor Filips IV van Spanje, kanselier van Brabant (1649), bezitter van Kasteel de Rivieren
    - Mr. Frans II van Kinschot, heer van Kinschot (1616-1700), Baron van Riviere, Graaf van St Pierre-Yette, thesaurier-generaal der domeinen en financiën voor Filips IV van Spanje, bezitter van Kasteel de Rivieren
- Maria van Kinschot (1550-1617), trouwde met Jean Roose (1540-1610). Hun kinderen waren onder meer Jan (burgemeester van Antwerpen) en Pieter (voorzitter van de Geheime Raad en van de Raad van State in de Spaanse Nederlanden)